# 18120 Lytvynenko
18120 Lytvynenko è un asteroide della fascia principale. Scoperto nel 2000, presenta un'orbita caratterizzata da un semiasse maggiore pari a 2,3102063 UA e da un'eccentricità di 0,2294812, inclinata di 0,61666° rispetto all'eclittica.